# Ponte Eshima Ohashi
A Ponte Eshima Ohashi (em japonês:  江島大橋, Eshima Ōhashi) é uma ponte de estrutura rígida no Japão que conecta Matsue, na província de Shimane, e Sakaiminato, na província de Tottori, sobre o lago Nakaumi. Foi construída de 1997 a 2004 e é a maior ponte de estrutura rígida do Japão e a terceira maior do mundo. Imagens da ponte foram amplamente divulgadas na internet, devido à sua natureza aparentemente íngreme quando fotografada à distância com uma lente telefoto, mas na verdade ela tem um gradiente menos pronunciado de 6,1% na lateral de Shimane e 5,1% gradiente ao lado do Tottori.
A ponte Eshima Ohashi substituiu a ponte levadiça anterior, uma vez que o tráfego era frequentemente obstruído por navios por cerca de 7 a 8 minutos, apenas veículos grandes com menos de 14 toneladas eram permitidos e apenas 4.000 veículos podiam atravessá-la por dia.

## Galeria

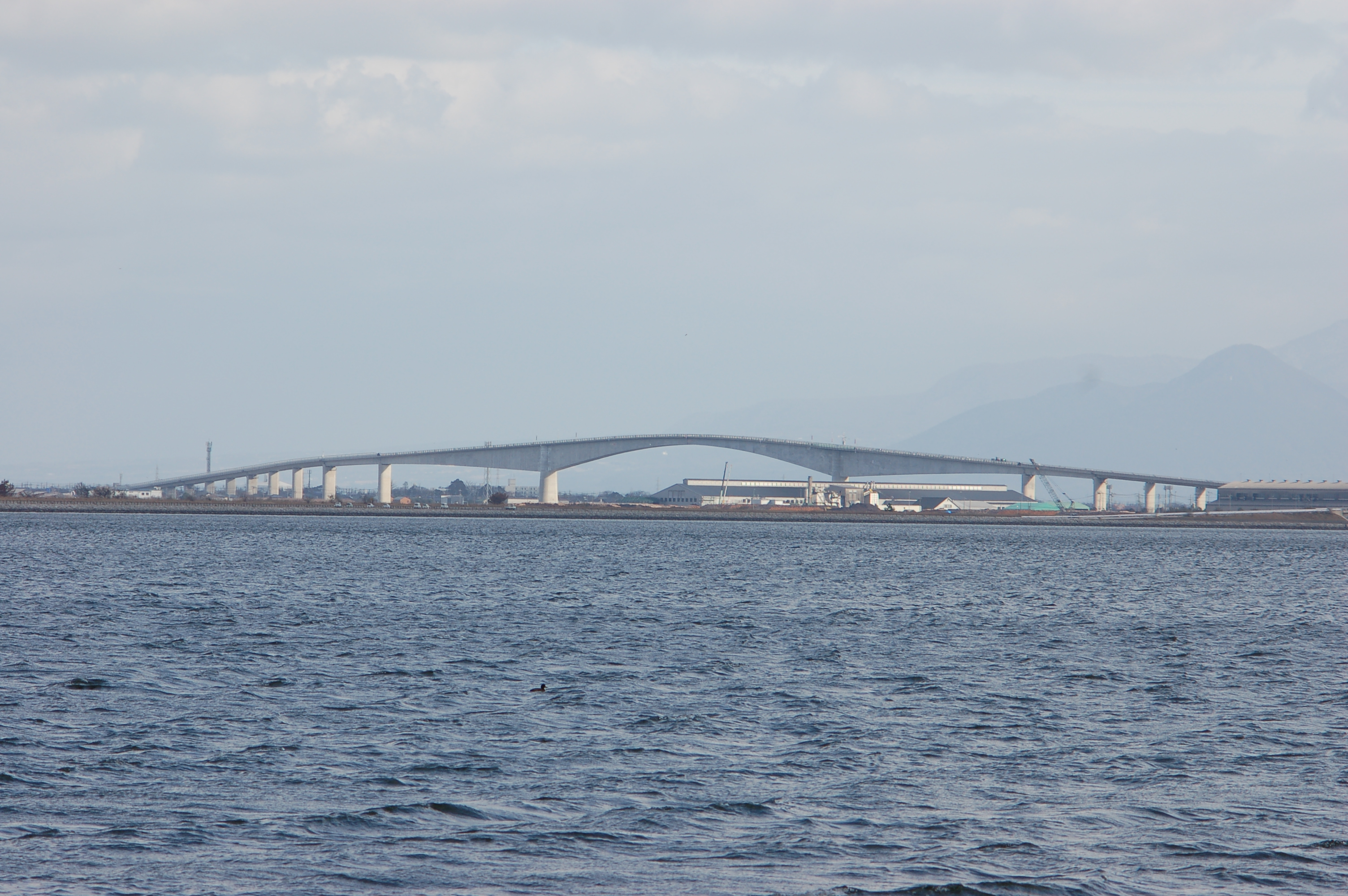
Vãos da ponte
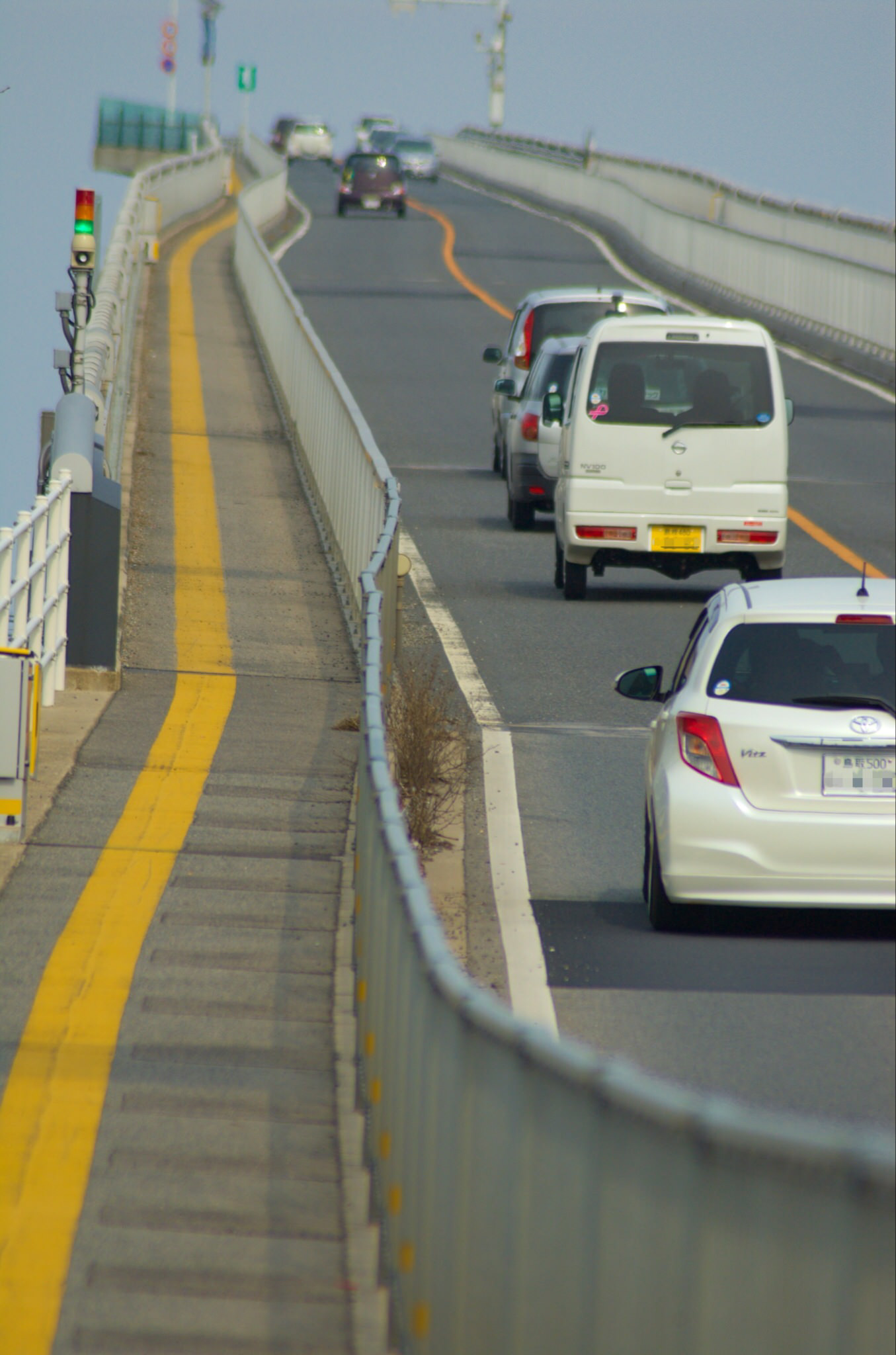
Inclinação
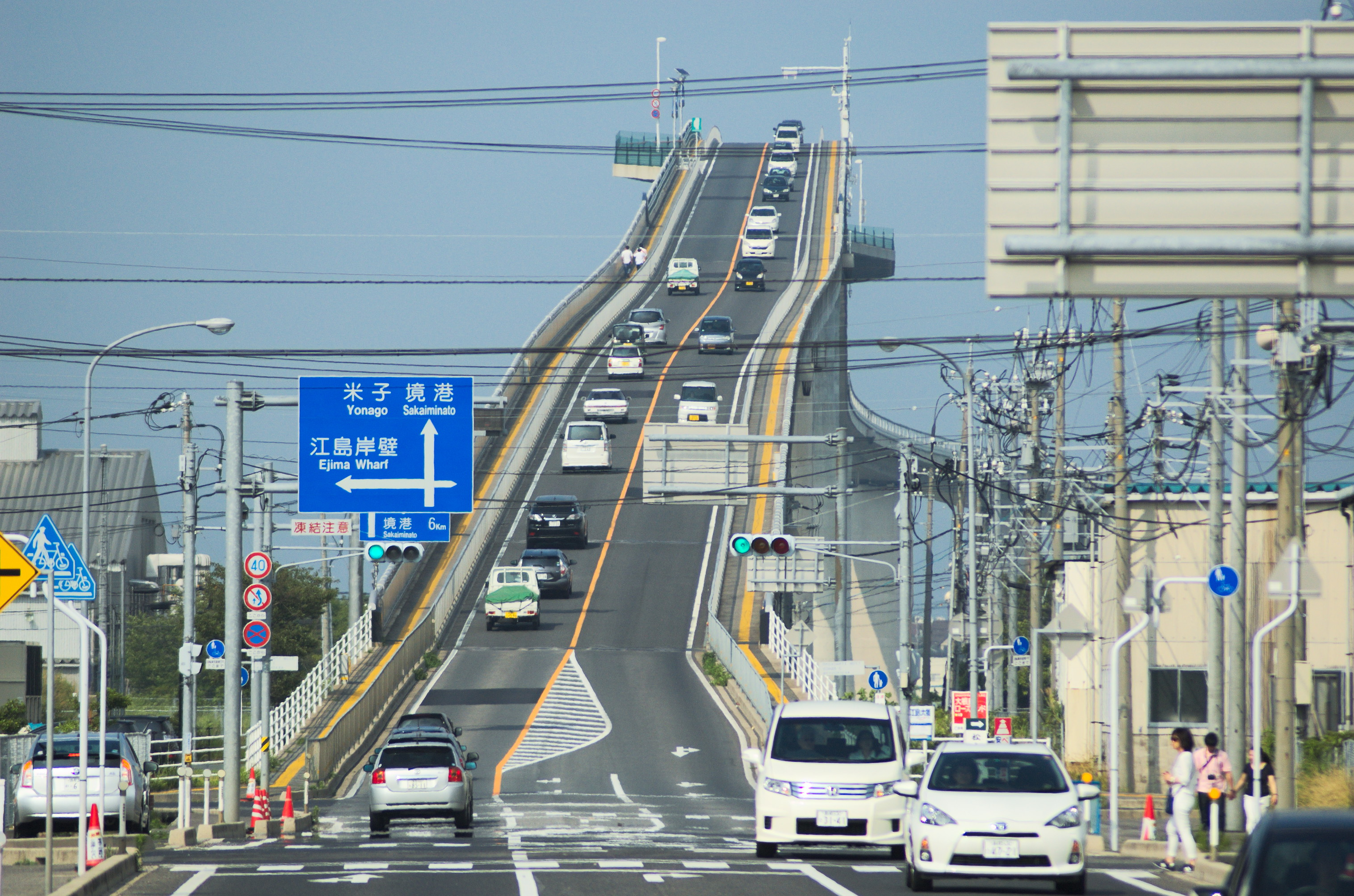
Vista da entrada da ponte, no lado da Prefeitura de Shimane